# Amarda
Amarda is een geslacht van eenoogkreeftjes uit de familie van de Anchimolgidae. De wetenschappelijke naam van het geslacht is voor het eerst geldig gepubliceerd in 1973 door Humes & Stock.

## Soorten
- Amarda compta Humes & Stock, 1973
- Amarda cultrata Humes & Stock, 1973
- Amarda curvus Kim I.H., 2007
- Amarda goniastreae Humes, 1985